# Kuhlia boninensis
Kuhlia boninensis är en fiskart som först beskrevs av Fowler, 1907.  Kuhlia boninensis ingår i släktet Kuhlia och familjen Kuhliidae. Inga underarter finns listade i Catalogue of Life.